# Nomada swenki
Nomada swenki är en biart som beskrevs av Schwarz 1966. Nomada swenki ingår i släktet gökbin, och familjen långtungebin. Inga underarter finns listade i Catalogue of Life.